# 土库曼斯坦女性
土库曼斯坦女性占该国人口的50.8％。她们通常在社会中被分配固定的角色，与男性相比权利减少。由于政府的审查制度和缺乏可靠的官方数据，对该国女性权利的研究十分困难。
根据土库曼斯坦《宪法》第18条，保障女性与男性享有平等的权利。但实际上，她们面临着政治和社会的歧视。女性不允许组建独立的妇女组织，所有此类组织都必须在土库曼斯坦妇联下登记。女性占全国议会的16.8%。大多数妇女在家里当家庭主妇，或在市场上卖东西。尽管该国的伊斯兰化已有几百年历史，但土库曼女性并不需要蒙面。

## 背景

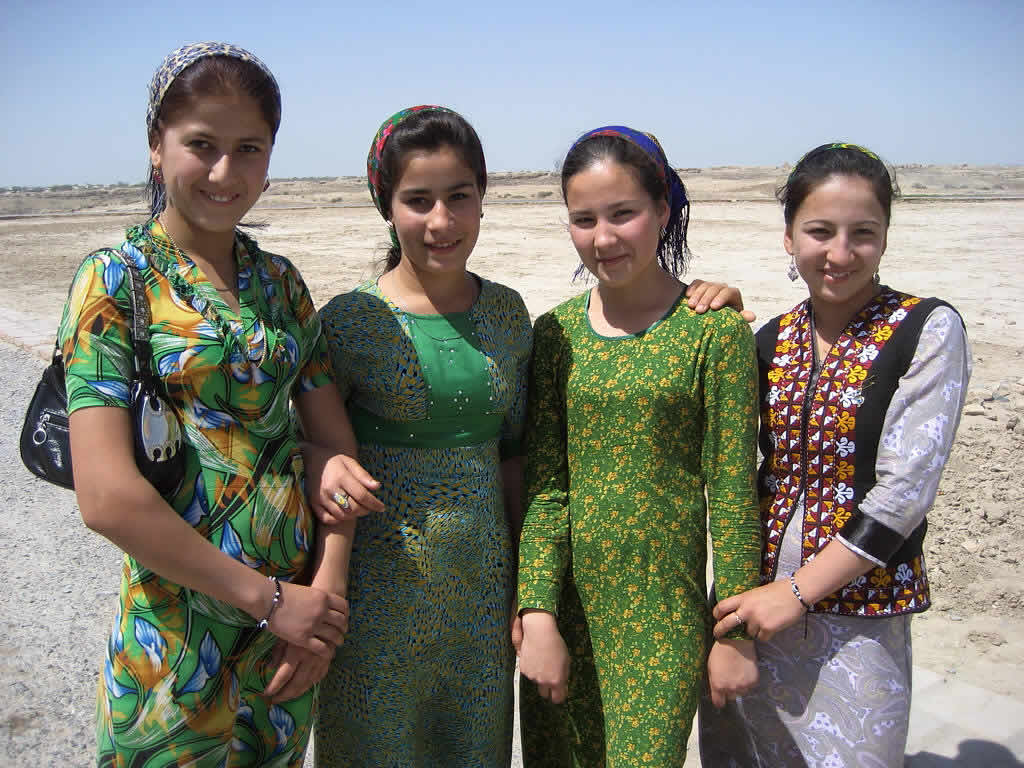
土库曼斯坦女性

土库曼斯坦位置

土库曼斯坦是一个中亚国家。几个世纪以来，当今的土库曼斯坦领土经历了许多文明，例如波斯帝国，亚历山大大帝的征服，穆斯林，蒙古人，突厥人和俄罗斯人。在20世纪的大部分时间里，它一直是苏联的一部分，直到1991年解体。与其他前苏联国家一样，1990年代土库曼斯坦经济崩溃，国家出现许多社会问题。今天，土库曼斯坦大约一半是城市人口，一半是农村人口。其人口主要是穆斯林（89％），但东部也有东正教少数民族。总和生育率为2.09个孩子/妇女（2015年估计）。
在苏联时期，妇女承担着遵守一些穆斯林礼仪的责任，以保护她们丈夫的事业。许多妇女出于经济上的需要而参加工作，这一因素破坏了一些传统的家庭习俗，增加了离婚率。同时，受过教育的城市妇女也更多的进入职业领域。然而，苏联解体后，传统价值观开始重新确立。这导致越来越多的妇女被关在家里，依赖于男性。

## 文化角色
烹饪是妇女的主要工作。有些家庭有一个小房间用来制作食物和保存餐具。邻居或亲戚有时会聚在一起做家务。食物准备是在露天进行的。诸如抽烟熏肉和爆玉米花之类的任务是由男人完成的。
女性被要求与男性保持一定距离。男人和女人可以坐在一个地方吃饭，但在社交场合他们是被隔离的。有些妇女在结婚后的第一年开始需要戴婦女頭巾。妻子用牙齿咬住围巾的一角，表示对男性客人的明显阻隔，并表示对公婆的尊重。围巾也阻止了她与人交流。妻子可以在结婚一年后，在第一个孩子出生后，或者通过家庭内部的决定，停止戴头巾。

## 规范

### 服装
妇女穿着真丝或天鹅绒的及踝式服装，通常是鲜艳的橙色，紫色，黄色，蓝色和绿色混合在一起。领口上装饰着精致的金线针线，垂下来，装饰着领口一直到肚脐。装饰精美的头饰，珠宝和刺绣饰物是她们日常工作的一部分。法律不强制要求蒙面。

### 工作
乙烯酮丝绸紡織在很大程度上仍然是一项家庭技能。男人和女人都穿着用乙烯酮制成的服装。由乙烯酮制成的服装被用作常规的新娘礼服。衣服上的刺绣有各种图案，这些图案作为家庭标志，以区别其制造者的家族。熟练的土库曼妇女使用古老的织布机来纺织。
土库曼老师和医护人员主要是女性。但是，这两个部门的裁员导致男女的失业率急剧上升。
2017年12月，土庫曼通過了一項禁止女性駕駛汽車的法律。2018年1月，開始沒收女性的駕駛執照。

### 婚姻
《土库曼斯坦宪法》第25条要求结婚需经双方同意。两个人都必须年满18岁。但同一个部落的成员之间通常会安排童婚。
和许多中亚国家一样，绑架新娘是土库曼斯坦的一个主要问题。这是一种常见的做法，正常的婚礼往往伴随着假新娘绑架。虽然绑架在法律上是非法的，但绑架者很少被起诉。
土库曼人的婚姻具有许多独特的习俗和礼节。土库曼斯坦的婚纱通常装饰华丽，并覆盖着银色的吊坠，据说这些吊坠会驱散恶魔。

### 针对女性的暴力
土库曼妇女经常面临暴力和征服。警察有时会对年轻女孩进行强制性的妇科检查，以评估她们的贞操。如果她们被发现发生了性关系，女孩和她的家人会受到公开的羞辱和谴责。妇女也经常遭受家庭暴力，由于不信任和害怕受到报复，妇女通常不愿向当局举报虐待行为。

## 政治影响
女性占土库曼议会的16.8%，国内法保障女性参政的权利。然而，由于非政府组织（NGO）的缩减，女性在政府中的实际参与受到抑制。